# FA Cup 1910-1911
La FA Cup 1910-1911 fu la quarantesima edizione del torneo calcistico più vecchio del mondo. Vinse per la prima volta il Bradford City.

## Calendario
| Turno                           | Data                     |
| ------------------------------- | ------------------------ |
| Turno extra-preliminare         | Sabato 10 settembre 1910 |
| Turno preliminare               | Sabato 17 settembre 1910 |
| Primo turno di qualificazione   | Sabato 1º ottobre 1910   |
| Secondo turno di qualificazione | Sabato 15 ottobre 1910   |
| Terzo turno di qualificazione   | Sabato 5 novembre 1910   |
| Quarto turno di qualificazione  | Sabato 19 novembre 1910  |
| Quinto turno di qualificazione  | Sabato 3 dicembre 1910   |
| Primo turno                     | Sabato 14 gennaio 1911   |
| Secondo turno                   | Sabato 4 febbraio 1911   |
| Terzo turno                     | Sabato 25 febbraio 1911  |
| Quarto turno                    | Sabato 11 marzo 1911     |
| Semifinale                      | Sabato 25 marzo 1911     |
| Finale                          | Sabato 22 aprile 1911    |

## Primo turno
| N. partita | Squadra casa            | Punteggio      | Squadra trasferta      | Data            |
| ---------- | ----------------------- | -------------- | ---------------------- | --------------- |
| 1          | Birmingham              | 1-1            | Oldham Athletic        | 14 gennaio 1911 |
| Replay     | Oldham Athletic         | 2-0            | Birmingham             | 17 gennaio 1911 |
| 2          | Bristol City            | 0-3            | Crewe Alexandra        | 14 gennaio 1911 |
| 3          | Burnley                 | 2-0            | Exeter City            | 14 gennaio 1911 |
| 4          | Liverpool               | 3-2            | Gainsborough Trinity   | 14 gennaio 1911 |
| 5          | Stoke                   | 1-2            | Manchester City        | 14 gennaio 1911 |
| 6          | Watford                 | 0-2            | Barnsley               | 14 gennaio 1911 |
| 7          | Blackburn               | 5-1            | Southend United        | 14 gennaio 1911 |
| 8          | Sheffield Wednesday     | 1-2            | Coventry City          | 14 gennaio 1911 |
| 9          | Bolton Wanderers        | 0-2            | Chesterfield           | 14 gennaio 1911 |
| 10         | Grimsby Town            | 3-0 Match void | Croydon Common         | 14 gennaio 1911 |
| Replay     | Grimsby Town            | 8-1            | Croydon Common         | 18 gennaio 1911 |
| 11         | Wolverhampton Wanderers | 2-0            | Accrington Stanley     | 14 gennaio 1911 |
| 12         | Middlesbrough           | 1-0            | Glossop                | 14 gennaio 1911 |
| 13         | West Bromwich Albion    | 4-1            | Fulham                 | 14 gennaio 1911 |
| 14         | Derby County            | 2-1            | Plymouth Argyle        | 14 gennaio 1911 |
| 15         | Swindon Town            | 3-1            | Notts County           | 14 gennaio 1911 |
| 16         | Sheffield United        | 0-1            | Darlington             | 14 gennaio 1911 |
| 17         | Leicester Fosse         | 3-1            | Southampton            | 14 gennaio 1911 |
| 18         | Newcastle United        | 6-1            | Bury                   | 14 gennaio 1911 |
| 19         | New Brompton            | 0-1            | Bradford City          | 14 gennaio 1911 |
| 20         | Tottenham Hotspur       | 2-1            | Millwall               | 14 gennaio 1911 |
| 21         | Brentford               | 0-1            | Preston North End      | 14 gennaio 1911 |
| 22         | Bristol Rovers          | 0-0            | Hull City              | 14 gennaio 1911 |
| Replay     | Hull City               | 1-0            | Bristol Rovers         | 17 gennaio 1911 |
| 23         | Northampton Town        | 5-1            | Luton Town             | 14 gennaio 1911 |
| 24         | Portsmouth              | 1-4            | Aston Villa            | 14 gennaio 1911 |
| 25         | West Ham United         | 2-1            | Nottingham Forest      | 14 gennaio 1911 |
| 26         | Manchester United       | 2-1            | Blackpool              | 14 gennaio 1911 |
| 27         | Norwich City            | 3-1            | Sunderland             | 14 gennaio 1911 |
| 28         | Leeds City              | 1-3            | Brighton & Hove Albion | 14 gennaio 1911 |
| 29         | Clapton Orient          | 1-2            | Woolwich Arsenal       | 16 gennaio 1911 |
| 30         | Crystal Palace          | 0-4            | Everton                | 14 gennaio 1911 |
| 31         | Chelsea                 | 0-0            | Leyton                 | 14 gennaio 1911 |
| Replay     | Leyton                  | 0-2            | Chelsea                | 18 gennaio 1911 |
| 32         | Bradford Park Avenue    | 5-3            | Queens Park Rangers    | 14 gennaio 1911 |

## Secondo turno
| N. partita | Squadra casa            | Punteggio | Squadra trasferta      | Data            |
| ---------- | ----------------------- | --------- | ---------------------- | --------------- |
| 1          | Darlington              | 2-1       | Bradford Park Avenue   | 4 febbraio 1911 |
| 2          | Burnley                 | 2-0       | Barnsley               | 4 febbraio 1911 |
| 3          | Blackburn               | 0-0       | Tottenham Hotspur      | 4 febbraio 1911 |
| Replay     | Tottenham Hotspur       | 0-2       | Blackburn              | 8 febbraio 1911 |
| 4          | Wolverhampton Wanderers | 1-0       | Manchester City        | 4 febbraio 1911 |
| 5          | Crewe Alexandra         | 1-5       | Grimsby Town           | 4 febbraio 1911 |
| 6          | Middlesbrough           | 0-0       | Leicester Fosse        | 4 febbraio 1911 |
| Replay     | Leicester Fosse         | 1-2       | Middlesbrough          | 8 febbraio 1911 |
| 7          | Derby County            | 2-0       | West Bromwich Albion   | 4 febbraio 1911 |
| 8          | Everton                 | 2-1       | Liverpool              | 4 febbraio 1911 |
| 9          | Swindon Town            | 1-0       | Woolwich Arsenal       | 4 febbraio 1911 |
| 10         | Newcastle United        | 1-1       | Northampton Town       | 4 febbraio 1911 |
| Replay     | Newcastle United        | 1-0       | Northampton Town       | 8 febbraio 1911 |
| 11         | West Ham United         | 3-0       | Preston North End      | 4 febbraio 1911 |
| 12         | Brighton & Hove Albion  | 0-0       | Coventry City          | 4 febbraio 1911 |
| Replay     | Coventry City           | 2-0       | Brighton & Hove Albion | 8 febbraio 1911 |
| 13         | Manchester United       | 2-1       | Aston Villa            | 4 febbraio 1911 |
| 14         | Bradford City           | 2-1       | Norwich City           | 4 febbraio 1911 |
| 15         | Hull City               | 1-0       | Oldham Athletic        | 4 febbraio 1911 |
| 16         | Chelsea                 | 4-1       | Chesterfield           | 4 febbraio 1911 |

## Terzo turno
| N. partita | Squadra casa            | Punteggio | Squadra trasferta | Data             |
| ---------- | ----------------------- | --------- | ----------------- | ---------------- |
| 1          | Darlington              | 0-3       | Swindon Town      | 25 febbraio 1911 |
| 2          | Burnley                 | 5-0       | Coventry City     | 25 febbraio 1911 |
| 3          | Wolverhampton Wanderers | 0-2       | Chelsea           | 25 febbraio 1911 |
| 4          | Middlesbrough           | 0-3       | Blackburn         | 25 febbraio 1911 |
| 5          | Derby County            | 5-0       | Everton           | 25 febbraio 1911 |
| 6          | Newcastle United        | 3-2       | Hull City         | 25 febbraio 1911 |
| 7          | West Ham United         | 2-1       | Manchester United | 25 febbraio 1911 |
| 8          | Bradford City           | 1-0       | Grimsby Town      | 25 febbraio 1911 |

## Quarto turno
| N. partita | Squadra casa     | Punteggio | Squadra trasferta | Data          |
| ---------- | ---------------- | --------- | ----------------- | ------------- |
| 1          | Newcastle United | 4-0       | Derby County      | 11 marzo 1911 |
| 2          | West Ham United  | 2-3       | Blackburn         | 11 marzo 1911 |
| 3          | Bradford City    | 1-0       | Burnley           | 11 marzo 1911 |
| 4          | Chelsea          | 3-1       | Swindon Town      | 11 marzo 1911 |

## Semifinali
| N. partita | Squadra casa  | Punteggio | Squadra trasferta | Data          | Stadio       | Città      |
| ---------- | ------------- | --------- | ----------------- | ------------- | ------------ | ---------- |
| 1          | Newcastle Utd | 3-0       | Chelsea           | 25 marzo 1911 | St. Andrew's | Birmingham |
| 2          | Bradford City | 3-0       | Blackburn         | 25 marzo 1911 | Bramall Lane | Sheffield  |

## Finale
| Londra 22 aprile 1911 | Bradford City | 0 – 0 | Newcastle Utd | Crystal Palace (69.068 spett.)\| Arbitro: \| John Pearson \| |
| Arbitro:              | John Pearson  |       |               |                                                              |

### Replay
| Arbitro: | John Pearson |

|                  |           |  |
| Jimmy Speirs 15’ | Marcatori |  |